# 도미니카 클루지니아크
도미니카 클루지니아크(Dominika Kluźniak, 1980년 7월 10일 ~ )는 폴란드의 배우이다.

## 출연 작품
- 더 퍼포머 (2015)
- 퍼펙트 가이 포 마이 걸프렌드 (2009)
- 쇼핑몰의 소녀들 (2009)
- 러브 앤 댄스 (2009)
- 태양이 본 것 (2006)